# ベルベット・ゴールドマイン
『ベルベット・ゴールドマイン』（Velvet Goldmine）は1998年制作のイギリスの映画。
第51回カンヌ国際映画祭芸術貢献賞受賞。 英国アカデミー賞衣装デザイン賞受賞。

## ストーリー
ニューヨークの新聞記者アーサーは、かつてロンドンを席巻した伝説のロック歌手 ブライアン・スレイドについての調査を始める。ブライアンは狂言暗殺をし、それ以来ファンからも失望され行方不明になっていた。実はアーサーは若い頃ブライアンの熱狂的なファンであり、彼は70年代のロンドンを回想する。
それはロック青年から、マックスウェル・デイモンという架空の人物を演じグラムロックの頂点まで上り詰めたブライアンの歴史であり、彼と共に愛憎の日々を過ごした“ワイルド・ラッツ”の元ボーカリスト カート・ワイルド、そしてアーサー自身の人生の記憶でもあった。

## キャスト
| 役名                   | 俳優                           | 日本語吹替 |
| ---------------------- | ------------------------------ | ---------- |
| ブライアン・スレイド   | ジョナサン・リース＝マイヤーズ | 石田彰     |
| カート・ワイルド       | ユアン・マクレガー             | 真殿光昭   |
| アーサー・スチュアート | クリスチャン・ベール           | 坪井智浩   |
| マンディ・スレイド     | トニ・コレット                 | 沢海陽子   |
| ジェリー・ディヴァイン | エディー・イザード             | 大川透     |
| シャノン               | エミリー・ウーフ               | 小島幸子   |
| セシル                 | マイケル・フィースト           | 小形満     |
| ジャック・フェアリー   | ミッコ・ウェストモアランド     | 中村俊洋   |
| オスカー・ワイルド     | ルーク・モーガン・オリバー     | 奥島和美   |
| ルー                   | ドン・フェローズ               | 北村弘一   |
| クーパー               | ジョー・ビーティー             | 加瀬康之   |
| エンジェル             | サラー・ケイウッド             | 小池亜希子 |
| フレディ               | デビッド・ホイル               | 浜田賢二   |
| ミッキー               | ウィンストン・オースティン     | 喜田あゆみ |
| トレヴァー・フィン     | ガイ・レバートン               | 江川大輔   |
| パントマイム・デイム   | リンゼイ・ケンプ               | -          |
| 小学生                 | -                              | 浜野ゆうき |
| 社員                   | -                              | 高瀬右光   |
| ナレーション           | ジャネット・マクティア         | -          |

## 評価
レビュー・アグリゲーターのRotten Tomatoesでは48件のレビューで支持率は60%、平均点は6.50/10となった。Metacriticでは25件のレビューを基に加重平均値が65/100となった。